# Чёрный, Игорь Витальевич
Игорь Витальевич Чёрный (род. 7 сентября 1964, Харьков), известен также под псевдонимом Андрей Чернецов, — советский литературовед и украинский писатель и литературный критик. Доктор филологических наук, профессор.

## Биография
Чёрный Игорь Витальевич родился 7 сентября 1964 года в г. Харькове. В 1971 году пошел в 1-й класс средней школы № 103 г. Харькова, а в 1981 году закончил её. В августе того же года поступил на филологический факультет Харьковского государственного педагогического института им. Г. С. Сковороды (отделение русского языка и литературы) и в июне 1985 года окончил полный курс указанного высшего учебного заведения, получив специальность «учитель русского языка и литературы». С ноября 1985 года по июнь 1987 года служил в Вооруженных Силах СССР в г. Свердловск и г. Вологда.
В октябре 1987 года поступил на стационарную аспирантуру ХГПИ им. Г. С. Сковороды по кафедре русской и зарубежной литературы. В марте 1990 года досрочно окончил аспирантуру, защитив кандидатскую диссертацию на тему: «Исторический роман М. Н. Загоскина». Работал преподавателем, старшим преподавателем, доцентом кафедры русской и зарубежной литературы Харьковского государственного педагогического института им. Г. С. Сковороды (с 1993 Харьковского государственного педагогического университета).
В сентябре 1994 года перевёлся на кафедру истории Украины и культуры (впоследствии кафедра украиноведения, кафедра истории государственности Украины и украиноведения, сейчас реорганизована в кафедру гуманитарных и экономических дисциплин) Университета внутренних дел МВД Украины (г. Харьков) (сейчас Харьковский национальный университет внутренних дел), поступил на службу в органы внутренних дел. С декабря 2014 г. вышел в отставку по возрасту. В апреле 1998 г. защитил докторскую диссертацию на тему: «Творчество Н. В. Кукольника и русская литература 1830-х — 1840-х годов». В апреле 2002 г. получил ученое звание профессора. Под его научным руководством защищены 3 кандидатские диссертации. Член Союза Писателей России (с 2005 г.).  Член Национального союза журналистов Украины (с 2017).
Является автором более 200 научных, методических и литературно-критических работ, посвященных истории русской литературы XIX века, современной русской фантастической прозе, а также 22 фантастических романов.

## Литературная деятельность
В 2002 вышла книга «Лара Крофт — расхитительница гробниц» под псевдонимом «Андрей Чернецов», объединявшим нескольких авторов; позднее им пользовался только И. В. Чёрный. В 2002—2004 гг. Андреем Чернецовым в соавторстве с Виктором Бурцевым и Валентином Лежендой был осуществлен литературный проект «Перекрестки времени» о приключениях «Индианы Джонс в юбке» — Бетси МакДугал, энергичной девушки-англичанки, занимающейся поиском сакральных артефактов. В сериал входит шесть романов: «Гималайский зигзаг», «Святой остров», «Оскал Анубиса», «Песнь кецаля», «Уакерос», «Врата Дракона». В 2004—2006 гг. в соавторстве с Владимиром Лещенко (Владимир Владимирович Станкович) написал романы «Чародей фараона», «Чародей на том свете», «Сети зла», «Серебряный осел», «Девичьи игрушки», «Обреченный рыцарь», «Звероликий». В 2010—2011 в соавторстве с Валентином Лежендой написаны романы «Конь бледный» (серия «S.T.A.L.K.E.R.»), «Век одиночества» (серия «Обитаемый остров») и «Слепящая пустота» (серия «Вселенная Метро 2033»). В 2011 под собственным именем написан и издан роман «Плясун» в жанре альтернативная история. В 2014 г. в рамках проекта Андрея Белянина «Профессиональные оборотни», запущенного «АСТ», в соавторстве с Владимиром Лещенко опубликован роман «Госпожа „Удачи“». Несколько книг изданы под другими псевдонимами, которые автор пока не раскрывает.
Лауреат жанровых премий «Серебряный кадуцей» МФФ «Звездный мост-2001», «Золотой Роскон» (2002), «Серебряный Роскон» (2004), «Чаша Бастиона» (2006), «Хлёсткий критик» (2010).